# En sensations død
En sensations død (russisk: Гибель сенсации) er en sovjetisk film fra 1935 instrueret af Aleksandr Andrijevskij. Filmen er baseret på en roman fra 1929 Jernoprøret af den ukrainske forfatter Volodimir Vladko.

## Handling
Filmen handler om ingeniøren Jim Ripple, der opfinder fjernstyrede robotter, der kan hjælpe arbejdere med arbejdet. Ved et uheld dræber en robot en arbejder, og der opstår kamp mellem robotterne styret af militæret og arbejderne. Ripple prøver at stoppe kampen mellem robotter og arbejdere, men dør i forsøget.

## Medvirkende
- S.M. Vetjeslov — Jim Ripple
- V.P. Gardin — Jack Ripple
- M.G. Volgina — Claire Ripple
- A.C. Tjekulajeva — Mary
- V.A. Orlov — Charly